# Gwon Sun-cheon
Gwon Sun-cheon (koreanisch 권순천; * 24. August 1983) ist ein ehemaliger südkoreanischer Eisschnellläufer.

## Werdegang
Gwon trat international erstmals bei der Winter-Universiade 2005 in Innsbruck in Erscheinung, wobei er Siebter über 500 m und Sechster über 1000 m wurde. In der Saison 2005/06 nahm er in Salt Lake City erstmals am Eisschnelllauf-Weltcup teil, wobei er den 64. Platz über 500 m und den 47. Platz über 1000 m errang. Zudem erreichte er dort mit dem achten Platz im zweiten Lauf über 500 m seine beste Platzierung im Weltcup. Beim Saisonhöhepunkt, den Olympischen Winterspielen 2006 in Turin, lief er auf den 37. Platz über 500 m. In der folgenden Saison wurde er bei den Winter-Asienspielen 2007 in Changchun Neunter über 100 m und absolvierte in Berlin seine letzten Rennen im Weltcup, welche er jeweils auf dem 20. Platz über 500 m beendete. Bei der Winter-Universiade 2007 in Turin belegte er den zehnten Platz über 1000 m und den siebten Rang über 500 m.

## Erfolge

### Olympische Spiele
- 2006 Turin: 37. Platz 500 m

### Winter-Asienspiele
- 2007 Changchun: 9. Platz 100 m

## Persönliche Bestzeiten
| Disziplin | Zeit        | Datum             | Ort            |
| --------- | ----------- | ----------------- | -------------- |
| 500 m     | 35,00 s     | 19. November 2005 | Salt Lake City |
| 1000 m    | 1:10,97 min | 19. November 2005 | Salt Lake City |
| 1500 m    | 1:56,28 min | 20. November 1999 | Calgary        |
| 3000 m    | 4:18,50 min | 16. Oktober 1999  | Calgary        |
| 5000 m    | 7:25,00 min | 6. November 2000  | Seoul          |